# The Bully of Bingo Gulch
The Bully of Bingo Gulch è un cortometraggio muto del 1911 diretto da Otis Thayer (con il nome Otis B. Thayer). Il film, un western a un rullo, ha tra gli interpreti anche il celebre Tom Mix, stella dei cow boy dello schermo, e il suo altrettanto famoso cavallo Old Blue.

## Produzione
Il film fu prodotto dalla Selig Polyscope Company.

## Distribuzione
Distribuito dalla General Film Company, il film - un cortometraggio in una bobina - uscì nelle sale cinematografiche statunitensi il 26 dicembre 1911.

### Conservazione
Una copia della pellicola in 16 mm è conservata negli archivi dell'International Museum of Photography and Film at George Eastman House di Rochester.